# Estádio República de Italia
O Estádio República de Italia é um estádio multiuso localizado na cidade de Ciudad Evita, no partido de La Matanza, na província de Buenos Aires, na Argentina. A praça esportiva, usada principalmente para o futebol, pertencente ao Sportivo Italiano, foi inaugurada em 10 de octubro de 2005 e tem capacidade aproximada para 8 000 espectadores.

## História
A história do "República de Italia" começou em 1º de junho de 1989, data em que foi assinado o contrato entre o Ministério da Economia da Argentina e os representantes do Conselho de Administração do Sportivo Italiano para a aquisição da propriedade de 16 hectares em Ciudad Evita. Após 50 anos de existência, o clube finalmente conseguiu ter seu próprio campo. O estádio "Azzurro", como é também conhecido, foi inaugurado em 10 de outubro de 2005, com um amistoso entre o Sportivo Italiano e o Boca Juniors. A inauguração oficial foi no domingo, 13 de novembro de 2005, contra o Flandria, em partida válida pelo Torneio Metropolitano da Primera B.

### Origem do nome
O estádio leva o nome "República de Italia", em homenagem ao país de origem da comunidade que fundou o clube.